# Sylmar
Sylmar est un quartier de la ville de Los Angeles en Californie situé dans la vallée de San Fernando.

## Étymologie
Sylmar provient du latin « mer d'arbres ».

## Démographie
En 2008, la population était estimée à 79 614 habitants pour une superficie de 32 km2, soit une densité de 2 487,94 habitants par km2.

## Catastrophes naturelles
- Le tremblement de terre de San Fernando de 1971 (également appelé le tremblement de terre de Sylmar). Le 9 février à 6 h 0 min 55 s heure du Pacifique, un séisme de magnitude de 6,6 MW localisé dans une faille inverse sous la ville de Sylmar cause la mort de 65 personnes et 500 millions de dollars de dommages.
- Le séisme de Northridge en 1994. Le tremblement de terre n'est pas localisé à Sylmar même, mais causa de nombreux morts et d'importants dégâts, notamment plusieurs départs de feu dans des mobile homes et l'écroulement de l'Interstate 5 et de la California State Route 14
- Un incendie de forêt ravageant 45 km2 s'est déclaré le 13 novembre 2008 entraînant la destruction de près de 500 logements, la plupart situés sur le terrain de mobile homes d'Oakridge.

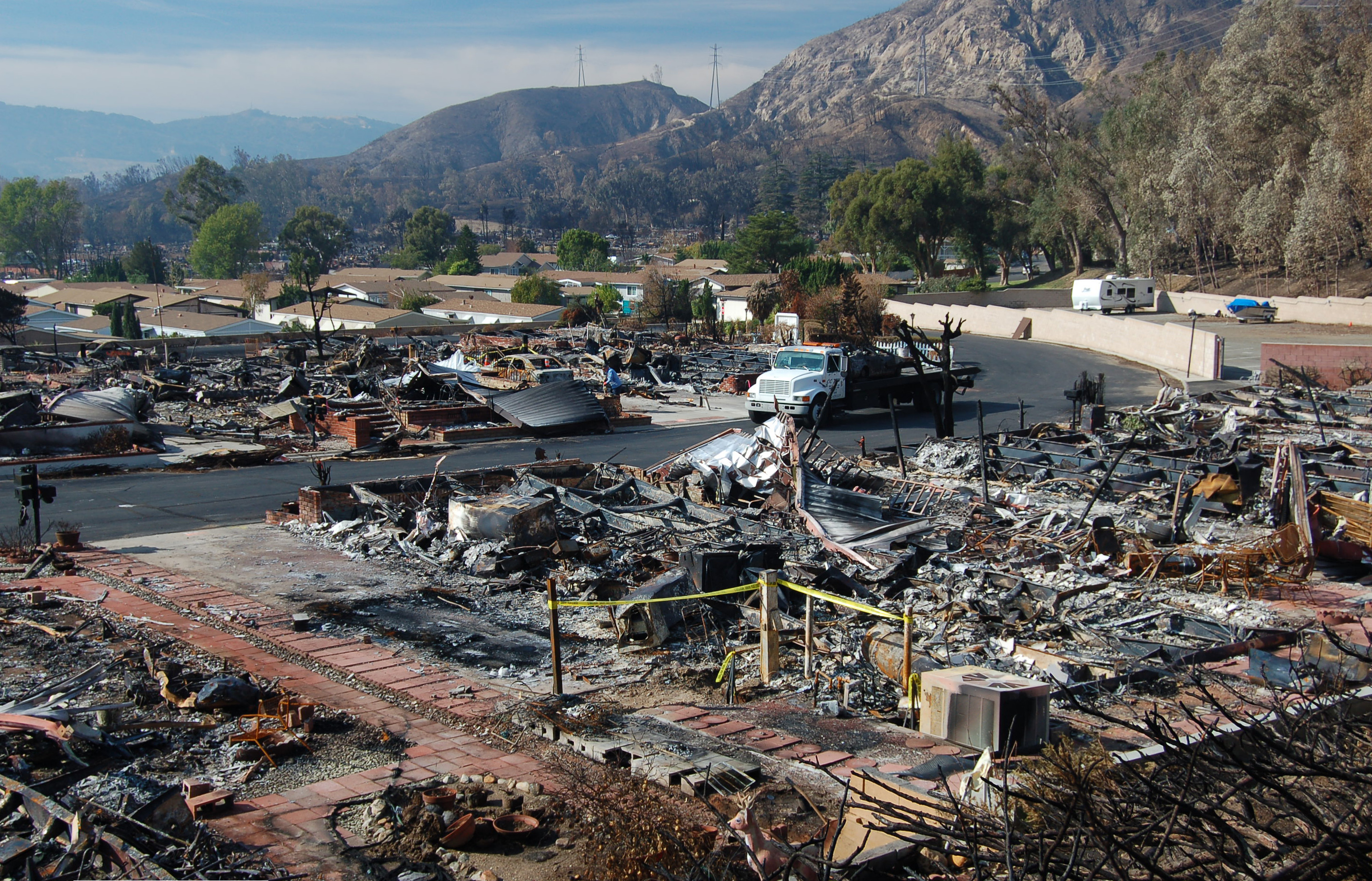
Les restes du parc de mobile home d'Oakridge. 480 des 600 mobile homes ont été brulés lors de l'incendie.